# Sachsentrilogie
Die Sachsentrilogie ist ein Romanzyklus des polnischen Schriftstellers Józef Ignacy Kraszewski. Der Romanzyklus beinhaltet die drei Romane Gräfin Cosel, Brühl und Aus dem Siebenjährigen Krieg.

## Inhalt
Die sogenannte Sachsentrilogie besteht aus drei Teilen, die das Leben der Anna Constantia Gräfin Cosel am Hofe August des Starken, den Aufstieg des Grafen Heinrich von Brühl und die Wirren des Siebenjährigen Krieges unter August III. verdeutlichen sollen. Dabei ist jeder Teil noch einmal in zwei Bücher untergliedert.
Gräfin Cosel
Anna Constantia Gräfin Cosel, die von 1680 bis 1765 lebte, war die Frau des Generalakzisedirektors Adolph Magnus von Hoym und wurde nach ihrer Scheidung Geliebte des sächsischen Kurfürsten August des Starken. Als Bedingung stellte sie, um sich überhaupt auf den Kurfürsten einzulassen, von diesem ein Eheversprechen zu erhalten, dass August der Starke sie heiratete, falls seine rechtmäßige Ehefrau verstürbe. Sie gebar ihm drei Kinder und war an seiner Seite für neun Jahre die mächtigste Frau Sachsens. Durch Intrigen und ihre Eifersucht wurde der Kurfürst ihrer überdrüssig und ließ sie aus Dresden nach Pillnitz verbannen. Anna von Cosel wollte dieses Schicksal nicht einfach so hinnehmen und mit dem Eheversprechen in der Hand holte sie in Dresden ihre Kinder ab und floh nach Preußen. Der preußische König lieferte sie aber wieder an Sachsen aus. Während der Überführung zur Festung Stolpen wurde sie mehrfach vergewaltigt, so dass in Nossen ein Zwischenaufenthalt eingelegt werden musste. 49 Jahre lang wurde sie dann auf der Festung Stolpen gefangen gehalten, immer noch hoffend, dass sich August der Starke ihr wieder zuwenden würde.
Graf Brühl
Durch Intrigen und Ränkespiele wird Heinrich Graf Brühl erster Minister unter August III. Selbst vor seinem Freund, dem Grafen Sułkowski, macht Brühl nicht halt und lässt diesen kurzerhand aus der Nähe des Kurfürsten verbannen. Feinde werden durch unsaubere Mittel aus dem Weg geschafft. Interessanteste Szene ist dabei die Geschichte des Grafen Watzdorf, der in Franziska Gräfin Brühl verliebt war und sich ebenfalls ihrer Gunst erfreuen durfte. Graf Brühl lässt diesen in das sächsische Staatsgefängnis Königstein bringen. Auf Drängen seiner Frau musste er aber die Freilassung Watzdorfs genehmigen und tat das mit den Worten: „Er soll freikommen, aber nichts mehr von seiner Freiheit haben“. Die Wärter der Festung Königstein, einem Berg in der sächsischen Schweiz, stießen Graf Watzdorf von der Brüstung der Festung hinab. Watzdorf war frei, aber eben auch tot.
Aus dem Siebenjährigen Krieg
Misswirtschaft und Kriege haben das einst so reiche Sachsen völlig ruiniert. Zudem führen auch noch die Preußen Krieg gegen den sächsischen Hof. August III. und sein Minister Brühl müssen fliehen. Erzählt werden die Verhältnisse und Ereignisse aus den Perspektiven der beiden Protagonisten Max Heinrich de Simonis, eines Schweizers, der nach Dresden gezogen war, um am Hof Karriere zu machen, und zum Doppelspion wurde, und Ksawery Masłowski, eines jungen polnischen Adligen und Patrioten, der Bediensteter des Grafen Heinrich von Brühl ist.

## Geschichtlicher Hintergrund
Die historischen Romane behandeln die Geschichte zu Zeiten, als Sachsen und Polen durch ihre Regenten vereint waren. August der Starke und sein Sohn, August III., waren beide Kurfürsten von Sachsen und gleichermaßen gewählte Könige von Polen. Kraszewski zeichnet historisch begründete Porträts der Hauptakteure des Dresdner Barock nach und skizziert das Leben einer Monarchie, die ihrem Verderben entgegeneilt. Auf den von König Friedrich II. vorangetriebenen preußischen Vormarsch reagiert der August III. indolent und ineffizient. Die Republik Polen verweigert sich ihrerseits jegliche Kraftanstrengung und gibt sich der Illusion hin, sie könne „die ruhige Betrachterin der Missgeschicke der anderen“ sein.
Nicht immer hält sich Kraszewski dabei an historische Fakten:
- Wie und wann sich Gräfin Cosel und August der Starke begegneten, ist nicht hundertprozentig belegbar. Fest steht jedoch, dass es keine Wette darum gab, wessen Frau wohl die Schönste des Landes Sachsen wäre und Adolph Magnus von Hoym dazu gezwungen worden wäre, seine Frau am Dresdner Hofe zu präsentieren. Vermutlich begegneten sich die damalige Anna Constantia von Hoym und der Kurfürst, als das Hoymsche Palais in Dresden brannte und August der Starke zu eben jenem Palais eilte.
- Anna Constantia von Cosel hielt sich nur kurz auf dem Schloss Nossen auf und hat von dort aus keine Fluchtversuche unternommen.

## Rezeption
Der Zyklus wurde in den 1980er Jahren für das Fernsehen der DDR unter dem Titel Sachsens Glanz und Preußens Gloria verfilmt.

## Ausgaben
- Hrabina Cosel. Gebethner i Wollf, Warschau 1873 (Band 1, Volltext, Band 2, Volltext [Wikisource]).
- Bruehl. Gebethner i Wollf, Warschau 1874 (Band 1, polona.pl, Band 2, polona.pl).
- Z siedmioletniej wojny. Gebethner i Wollf, Warschau 1878 (Band 1, polona.pl, Band 2, polona.pl).

Deutsche Ausgaben
- Gräfin Cosel. Ein Frauenschicksal am Hofe August des Starken. Aufbau-Taschenbuch-Verlag, Berlin 2000, ISBN 3-7466-1307-8 (Erstübersetzung: Die Gräfin Cosel 1893).
- Graf Brühl. Aufbau-Taschenbuch-Verlag, Berlin 2001, ISBN 3-7466-1306-X (Erstübersetzung von Alois und Liselotte Hermann unter dem Titel Brühl, Greifenverlag, Rudolstadt 1952).
- Aus dem Siebenjährigen Krieg. Aufbau-Taschenbuch-Verlag, Berlin 2000, ISBN 3-7466-1308-6 (Erstübersetzung von Alois und Liselotte Hermann, Greifenverlag, Rudolstadt 1953).

Englische Ausgaben
- Memoirs of the Countess Cosel. Brentano’s / Downey & Co., New York / London 1902 (archive.org).
- Count Brühl. Brentano’s, New York 1912 (archive.org).